# Žabče
Žabče este o localitate din comuna Tolmin, Slovenia, cu o populație de 70 de locuitori.